# Босна и Херцеговина на Светском првенству у атлетици на отвореном 2001.
Босна и Херцеговина је на Светском првенству у атлетици на отвореном 2001. одржаном у Едмонтону (Канада) од 3.а до 13. августа, учествовала пети пут под овим именом са двојицом атлетичарa, који су се такмичили у две дисциплине.,
На овом првенству Босна и Херцеговина није освојила ниједну медаљу, али је њен представник Ђуро Коџо поправио је лични рекорд у маратону.
И после овог првенства Босна и Херцеговина се налазила у групи земаља које нису освајале медаље на светским првенствима

## Учесници
Мушкарци:
- Елвир Крехмић — Скок увис, АК Зеница из Зенице
- Ђуро Коџо — Маратон, члан АК Петар Мркоњић из Мркоњић Града

## Резултати

### Мушкарци
| Атлетичар     | Лични рек. | Дисциплина | Квалификације | Квалификације | Финале               | Финале         | Детаљи |
| Атлетичар     | Лични рек. | Дисциплина | Резултат      | Место         | Резултат             | Место          | Детаљи |
| ------------- | ---------- | ---------- | ------------- | ------------- | -------------------- | -------------- | ------ |
| Елвир Крехмић | скок увис  | 2,31 НР    | 2,20          | 11. у гр. А   | Није се квалификовао | 20. / 23 (25)  |        |
| Ђуро Коџо     | маратон    | 2.39:14    |               |               | 2.35,47 ЛР           | 59. / 72 (103) |        |